# Kediri
För andra betydelser, se Kediri (olika betydelser).
Kediri är en stad på östra Java i Indonesien. Den ligger i provinsen Jawa Timur, sydväst om Surabaya och öster om Madiun. Kediri har cirka 290 000 invånare.